# Liste des albums musicaux numéro un au Billboard 200 en 1973
Cette page liste les albums musicaux ayant eu le plus de succès au cours de l'année 1973 aux États-Unis d'après le magazine Billboard.

## Historique
| Date          | Artiste(s)                     | Titre                                    | Référence |
| ------------- | ------------------------------ | ---------------------------------------- | --------- |
| 6 janvier     | The Moody Blues                | Seventh Sojourn                          |           |
| 13 janvier    | Carly Simon                    | No Secrets                               |           |
| 20 janvier    | Carly Simon                    | No Secrets                               |           |
| 27 janvier    | Carly Simon                    | No Secrets                               |           |
| 3 février     | Carly Simon                    | No Secrets                               |           |
| 10 février    | Carly Simon                    | No Secrets                               |           |
| 17 février    | War                            | The World Is a Ghetto                    |           |
| 24 février    | War                            | The World Is a Ghetto                    |           |
| 3 mars        | Elton John                     | Don't Shoot Me I'm Only the Piano Player |           |
| 10 mars       | Elton John                     | Don't Shoot Me I'm Only the Piano Player |           |
| 17 mars       | Eric Weissberg & Steve Mandell | Dueling Banjos                           |           |
| 24 mars       | Eric Weissberg & Steve Mandell | Dueling Banjos                           |           |
| 31 mars       | Eric Weissberg & Steve Mandell | Dueling Banjos                           |           |
| 7 avril       | Diana Ross / Bande originale   | Lady Sings the Blues                     |           |
| 14 avril      | Diana Ross / Bande originale   | Lady Sings the Blues                     |           |
| 21 avril      | Alice Cooper                   | Billion Dollar Babies                    |           |
| 28 avril      | Pink Floyd                     | The Dark Side of the Moon                |           |
| 5 mai         | Elvis Presley                  | Aloha from Hawaii Via Satellite          |           |
| 12 mai        | Led Zeppelin                   | Houses of the Holy                       |           |
| 19 mai        | Led Zeppelin                   | Houses of the Holy                       |           |
| 26 mai        | The Beatles                    | 1967-1970                                |           |
| 2 juin        | Wings                          | Red Rose Speedway                        |           |
| 9 juin        | Wings                          | Red Rose Speedway                        |           |
| 16 juin       | Wings                          | Red Rose Speedway                        |           |
| 23 juin       | George Harrison                | Living in the Material World             |           |
| 30 juin       | George Harrison                | Living in the Material World             |           |
| 7 juillet     | George Harrison                | Living in the Material World             |           |
| 14 juillet    | George Harrison                | Living in the Material World             |           |
| 21 juillet    | George Harrison                | Living in the Material World             |           |
| 28 juillet    | Chicago                        | Chicago VI                               |           |
| 4 août        | Chicago                        | Chicago VI                               |           |
| 11 août       | Chicago                        | Chicago VI                               |           |
| 18 août       | Jethro Tull                    | A Passion Play                           |           |
| 25 août       | Chicago                        | Chicago VI                               |           |
| 1er septembre | Chicago                        | Chicago VI                               |           |
| 8 septembre   | The Allman Brothers Band       | Brothers and Sisters                     |           |
| 15 septembre  | The Allman Brothers Band       | Brothers and Sisters                     |           |
| 22 septembre  | The Allman Brothers Band       | Brothers and Sisters                     |           |
| 29 septembre  | The Allman Brothers Band       | Brothers and Sisters                     |           |
| 6 octobre     | The Allman Brothers Band       | Brothers and Sisters                     |           |
| 13 octobre    | The Rolling Stones             | Goats Head Soup                          |           |
| 20 octobre    | The Rolling Stones             | Goats Head Soup                          |           |
| 27 octobre    | The Rolling Stones             | Goats Head Soup                          |           |
| 3 novembre    | The Rolling Stones             | Goats Head Soup                          |           |
| 10 novembre   | Elton John                     | Goodbye Yellow Brick Road                |           |
| 17 novembre   | Elton John                     | Goodbye Yellow Brick Road                |           |
| 24 novembre   | Elton John                     | Goodbye Yellow Brick Road                |           |
| 1er décembre  | Elton John                     | Goodbye Yellow Brick Road                |           |
| 8 décembre    | Elton John                     | Goodbye Yellow Brick Road                |           |
| 15 décembre   | Elton John                     | Goodbye Yellow Brick Road                |           |
| 22 décembre   | Elton John                     | Goodbye Yellow Brick Road                |           |
| 29 décembre   | Elton John                     | Goodbye Yellow Brick Road                |           |